# Eliasz Goldhammer
Eliasz Goldhammer, czasem Eliasz Goldhamer (ur. najprawdopodobniej 1851 r. w Dynowie, zm. 24 grudnia 1912 r. w Tarnowie) – prawnik, działacz społeczny i samorządowy, radny i pierwszy wiceburmistrz Tarnowa narodowości żydowskiej.

## Życiorys
Eliasz Goldhammer urodził się najprawdopodobniej w 1851 roku w Dynowie, w rodzinie żydowskiej. Był synem Berla i Laje. Ukończył studia prawnicze na Uniwersytecie Jagiellońskim, po czym rozpoczął praktykę adwokacką w Tarnowie. Znany był jako zdolny obrońca w sprawach karnych, „złotousty tarnowski adwokat”. W 1877 roku został wybrany radnym miejskim. Od 1890 roku pełnił funkcję płatnego asesora, czyli drugiego zastępcy burmistrza miasta. W 1906 roku, jako pierwszy przedstawiciel swojego narodu, został wybrany wiceburmistrzem Tarnowa. Po ustąpieniu ze stanowiska ówczesnego burmistrza, Witolda Rogoyskiego, przejął na okres jednego miesiąca, od 13 grudnia 1906 do 14 stycznia 1907 roku, pełnienie jego obowiązków. Po wyborze na to stanowisko przedstawiciela endecji, Tadeusza Tertila, ustąpił ze stanowiska, które jednak odtąd aż do wybuchu II wojny światowej było zawsze obsadzane przez przedstawicieli narodowości żydowskiej.
Eliasz Goldhammer był zwolennikiem asymilacji Żydów polskich, pozostając w opozycji do zwolenników syjonizmu, mających duże wpływy w tarnowskim kahale. Współorganizował Żydowską Partię Narodową, z ramienia której bezskutecznie kandydował do Sejmu Krajowego Galicji. W 1897 także bezskutecznie uczestniczył w wyborach do Rady Państwa w Wiedniu z kurii miast w okręgu wyborczym Kołomyja — Śniatyn — Buczacz, kiedy zwyciężył go Maksymilian Trachtenberg.
Poza działalnością polityczną i samorządową udzielał się również na polu ekonomii, był długoletnim prezesem rady nadzorczej Towarzystwa Kredytowego dla Handlu i Przemysłu, członkiem i dyrektorem Tarnowskiej Kasy Oszczędności. Przejawiał również zainteresowania kulturalne: w latach 80. XIX wieku w ramach publicznych odczytów zapoznawał Tarnowian z twórczością Henryka Ibsena.
Eliasz Goldhammer zmarł 24 grudnia 1912 roku i został pochowany na cmentarzu żydowskim. W 1913 roku tarnowska rada miejska zdecydowała o nazwaniu jego imieniem części dawnej ulicy Zdrojowej, a w budynku pod numerem 5 na tej ulicy, gdzie znajdowała się siedziba Towarzystwa Kredytowego, wmurowano istniejącą do dziś marmurową tablicę pamiątkową poświęconą Eliaszowi Goldhammerowi.